# حیدری (بختگان)
حیدری، روستایی در دهستان بختگان بخش مرکزی شهرستان بختگان در استان فارس ایران است.

## جمعیت
بر پایه سرشماری عمومی نفوس و مسکن در سال ۱۳۹۵، جمعیت این روستا برابر با ۱۲۱ نفر (۳۹ خانوار) بوده است.